# Tylodinidae
Tylodinidae Gray, 1847 è una famiglia di molluschi gasteropodi eterobranchi dell'ordine Umbraculida.

## Tassonomia
La famiglia comprende due generi:
- Anidolyta Willan, 1987
- Tylodina Rafinesque, 1814